# جرجس مجدي
جرجس مجدي (مواليد 7 يناير 1996) هو لاعب كرة قدم مصري يلعب في مركز الوسط المهاجم في نادي إنبي.